# Marion Schneider (Autorin)

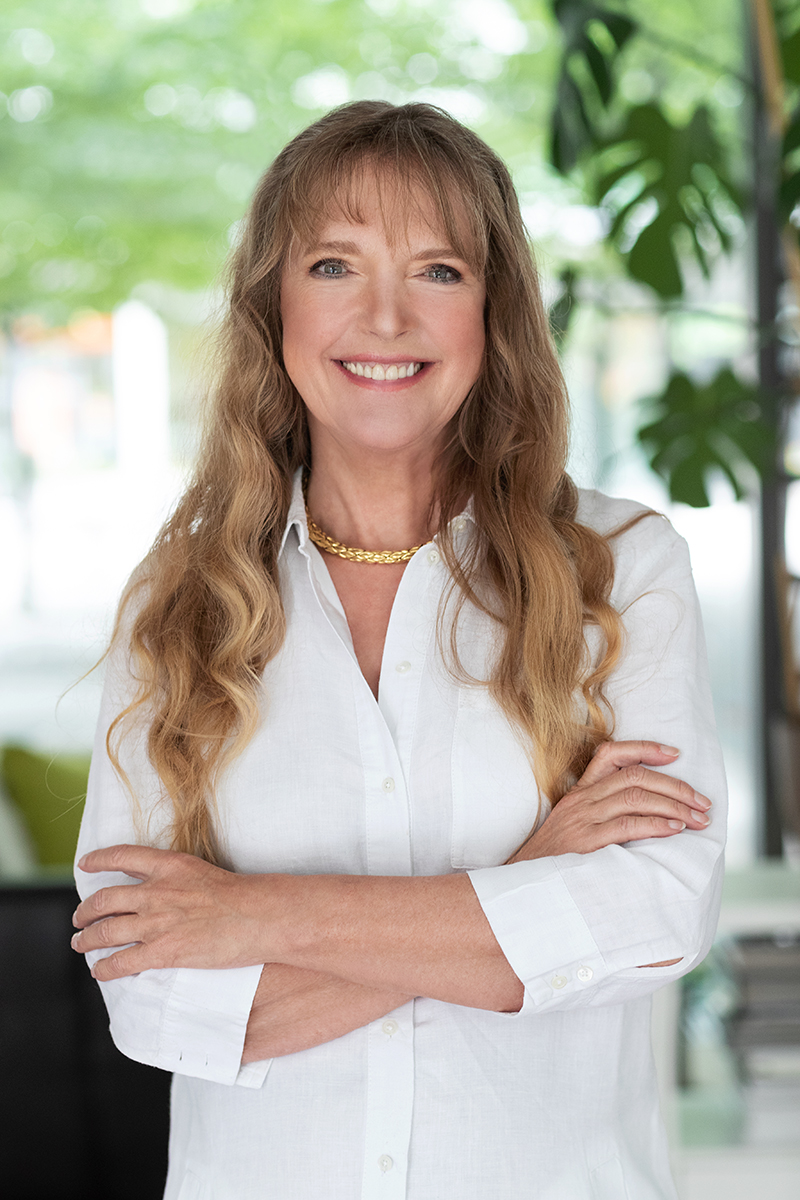
Marion Schneider

Marion Schneider (* 31. Dezember 1956 in Grebenhain) ist eine deutsche Unternehmerin und Autorin.

## Schule und Studium
Nach Erhalt ihres wirtschafts- und sozialwissenschaftlichen Abiturs an der Alexander-von-Humboldt-Schule in Lauterbach (Hessen) studierte Schneider von 1975 bis 1982 Geschichte, Deutsche Sprache und Literatur sowie Volkskunde an der Philipps-Universität Marburg und der Albert-Ludwigs-Universität Freiburg. Sie schloss ihr Studium mit dem Staatsexamen ab.

## Beruflicher Werdegang
Von 1978 bis 1979 arbeitete Schneider als Sprachlehrerin in Halifax (West Yorkshire).
In den Jahren 1983 bis 1987 war sie als Prokuristin der Firma Saunalux in Grebenhain tätig, bis sie 1988 ihre eigene Firma TTS – Therapie- und Trainingssysteme (Liquid Products & Service GmbH) gründete und ab 1990 gemeinsam mit ihrem Ehemann Klaus D. Böhm zunächst das Klinikzentrum Bad Sulza und zusätzlich ab 1997 die Hotel- und Thermenbetriebe ins Leben rief. Bis Februar 2022 war sie geschäftsführende Gesellschafterin der Unternehmensgruppe Toskanaworld AG, mit fünf Hotels und drei Thermen in drei verschiedenen Bundesländern Deutschlands. Von Februar bis September 2022 war sie dort Aufsichtsratsvorsitzende.

## Ehrenamtliches Engagement/Mitgliedschaften
Marion Schneider war in verschiedenen Organisationen in der Vorstandsarbeit tätig, u. a. im SG Medizin Bad Sulza, im Prager Haus Apolda e.V., im Privaten Institut für mediale und kulturelle Vielfalt, im Auerworld Festival e.V. und in der Maria Pawlowna Gesellschaft e.V.
Sie ist weiterhin in folgenden Vorständen aktiv:
- Vorstandsvorsitzende Ourchild e.V. (internationales Kinderhilfswerk)[7]
- Vorstandsmitglied des Integralis e. V.
- Vorstandsvorsitzende der Gesellschaft zur Förderung guten Lebens e.V.
- Vorstandsmitglied der Engagierten Landgemeinde Bad Sulza e.V.

In wirtschaftlicher Hinsicht war Marion Schneider bei folgenden Organisationen im Vorstand tätig:
- im Beirat von ASTECC – The American Spa Therapy and Education Certification Council, Florida, im National Advisory Board des „Corporate Health Improvement Program“ der University of Arizona, USA
- Vorstandsvorsitzende der British International Spa Association
- Wirtschaftssenat Hessen-Thüringen des Bundesverbands der Mittelständische Wirtschaft

Im Jahr 2020/2021 wurde Marion Schneider zur Regionalbotschafterin für das Land Thüringen der Bundesinitiative "Unternehmen integrieren Flüchtlinge" berufen
Im September 2021 managte sie den "Mutmachkongress von und für Frauen" in Bad Sulza.
Im Jahr 2023 wurde Marion Schneider in den Verein Europäischer Wirtschaftssenat berufen.

## Autorin
Gemeinsam mit der New Yorker Kunstfotografin Linda Troeller veröffentlichte Schneider die Bücher The Erotic Lives of Women und Orgasm: Photographs and Interviews, welches 2016 in deutscher Sprache unter dem Titel Orgasmus: Interviews und Fotografien im konkursbuch Verlag erschien. Im Jahr 2015 veröffentlichte Schneider das belletristische Werk Alles in mir hast Du aufgewühlt. Darüber hinaus ist Schneider Autorin von Aufsätzen, Kurzgeschichten und Gedichten. Im Mai 2018 erschien das von ihr herausgegebene Buch Kein Kernkraftwerk in Wyhl und auch nicht anderswo im Metropol Verlag, in dem sie ihre Interviews mit dem Fischermeister und Atomkraftgegner Balthasar Ehret verarbeitet.
Gemeinsam mit Linda Troeller wurde auch im Jahr 2019 in der Kulturfabrik Apolda eine Retrospektive der Werke Linda Troellers von Marion Schneider realisiert.
Diese erste Ausstellung war die Geburtsstunde für die Idee einer Konferenz unter dem Namen „MutmachKongress“ für eine soziale, politische und künstlerische Plattform speziell für Frauen.
Der „Mutmachkongress“ von und für Frauen fand im September 2021 in Bad Sulza statt und es entstand das Buch Erfolgreich mit Mutmachern & Netzwerkern.

## Politik
Im Rahmen der Bundestagswahl 2017 trat Marion Schneider als parteilose Direktkandidatin im Bundestagswahlkreis Jena – Sömmerda – Weimarer Land I an. Sie erhielt 1,0 % der Erststimmen (1.550).
Die Freien Wähler haben sie auf ihrer Mitgliederversammlung am 1. Juli 2021 im Thüringer Wahlkreis 191 (Jena, Sömmerda und Weimarer Land I) als Direktkandidatin für die Wahlen zum Deutschen Bundestag gewählt. Bei den Bundestagswahlen 2021 erhielt sie 4 % der Stimmen.
2021 wählte der Verein Freie Wähler Weimarer Land e.V. Marion Schneider einstimmig zur Vorstandsvorsitzenden.
In dem im Dezember 2021 gegründeten Kreisverband der Partei Freie Wähler im Weimarer Land wurde Marion Schneider in der Funktion als Schriftführerin gewählt.
Im November 2022 wurde sie Stellvertretende Vorsitzende der Freien Wähler Thüringen.
Ende September 2023 beanstandete die Thüringer Landesmedienanstalt die von Marion Schneider innegehaltenen politischen Funktionen im Zusammenhang mit der Verlängerung der Sendelizenz für salve.tv, weil sie gleichzeitig dominante Mitgesellschafterin der Toskanaworld AG sei, zu der der Regionalsender gehört. Die Entscheidung über die Verlängerung der am 31. Oktober 2023 auslaufenden `Zulassung zur Veranstaltung des lokalen Fernsehprogramms in Erfurt, Arnstadt, Weimar und Apolda´ machte die Landesmedienanstalt davon abhängig, diesen Zustand zu verändern. Um den Fortbestand des Senders und die Arbeitsplätze der betreffenden Mitarbeiterinnen und Mitarbeiter nicht zu gefährden, entschied sich Marion Schneider dazu, ihre politischen Ämter niederzulegen. Mitte Oktober 2023 ließ sie sich von ihren Funktionen als Stellvertretende Landesvorsitzende der Freien Wähler Thüringen sowie als Schriftführerin der Kreisorganisation der Partei Freie Wähler Weimarer Land auf eigenen Wunsch entbinden. Zudem, trat sie zum 3. November 2023 als Vorsitzende der Freien Wähler Weimarer Land e.V. zurück. Sie teilte mit, in aller Ruhe zu prüfen, ob das Thüringer Landesmediengesetz tatsächlich keine Arbeit in einem politischen Gremium für sie zulässt und erklärte, sich weiterhin als Mitglied bei den Freien Wählern in Thüringen und den Freien Wähler-Organisationen im Weimarer Land zu engagieren.

## Ehrungen
- Marion Schneider durfte sich 1988 in das Goldene Buch ihrer Schulstadt Lauterbach eintragen.
- Emily-Roebling-Preis als Unternehmerin des Jahres 2006 im Weimarer Land[2]
- Thüringer Verdienstorden, 3. Dezember 2018[30]
- Ehrenbürgerin der Stadt Bad Sulza, Thüringen.[31]

## Publikationen
- The Erotic Lives of Women. Linda Troeller und Marion Schneider, Scalo, 1998, ISBN 978-3-86331-405-7
- Orgasm: Photographs and Interviews. Linda Troeller und Marion Schneider. Daylight Books, 2014, ISBN 0-9897981-3-5
- Nona, der kleine Delfin. Anthologiebeitrag In Das Größenwahn Märchenbuch – Band 2. Edit Engelmann (Herausgeber), Größenwahn Verlag, 2014, ISBN 3-942223-98-8
- Alles in mir hast Du aufgewühlt. By Marion Schneider, Größenwahn Verlag, 2015, ISBN 978-3-95771-037-6
- Möge das Volk die Macht haben. Anthologiebeitrag In Griechische Einladung in die Politik. Edit Engelmann (Herausgeber), Größenwahn Verlag, 2015, ISBN 3-95771-025-1
- Orgasmus: Interviews und Fotografien. Taschenbuch, Marion Schneider, konkursbuch Verlag, 2016, ISBN 3-88769-948-3
- Kein Kernkraftwerk in Wyhl und auch nicht anderswo. Marion Schneider, Metropol Verlag, 2018, ISBN 978-3-86331-405-7
- Kinder auf der Flucht: Judith Brosch. Marion Schneider, Udo Wohlfeld, Eigenverlag Prager Haus Apolda e.V., 2019, ISBN 3-935275-68-4
- Kinder auf der Flucht: Inge Koch. Marion Schneider, Udo Wohlfeld, Eigenverlag Prager Haus Apolda e.V., 2019, ISBN 3-935275-70-6
- Kinder auf der Flucht: Edna Süßkind. Marion Schneider, Udo Wohlfeld, Eigenverlag Prager Haus Apolda e.V., 2019, ISBN 3-935275-67-6
- Kinder auf der Flucht: Michael Gewitsch. Marion Schneider, Udo Wohlfeld, Eigenverlag Prager Haus Apolda e.V., 2018, ISBN 3-935275-66-8
- Kinder auf der Flucht: Alexander Cohn. Marion Schneider, Udo Wohlfeld, Eigenverlag Prager Haus Apolda e.V., 2019, ISBN 3-935275-65-X
- Kinder auf der Flucht: Esther Cohn. Marion Schneider, Udo Wohlfeld, Eigenverlag Prager Haus Apolda e.V., 2019, ISBN 3-935275-64-1
- Kinder auf der Flucht: Judith Rosen. Marion Schneider, Udo Wohlfeld, Eigenverlag Prager Haus Apolda e.V., 2019, ISBN 3-935275-63-3
- Kinder auf der Flucht: Eliezer Igra. Marion Schneider, Udo Wohlfeld, Eigenverlag Prager Haus Apolda e.V., 2018, ISBN 3-935275-65-X
- Kinder auf der Flucht: Shlomo Givon. Marion Schneider, Udo Wohlfeld, Eigenverlag Prager Haus Apolda e.V., 2019, ISBN 3-935275-61-7
- Kinder auf der Flucht: Mania Eshkolot. Marion Schneider, Udo Wohlfeld, Eigenverlag Prager Haus Apolda e.V., 2018, ISBN 3-935275-60-9
- Kinder auf der Flucht: Ilana Tsur. Marion Schneider, Udo Wohlfeld, Eigenverlag Prager Haus Apolda e.V., 2018, ISBN 3-935275-59-5
- Kinder auf der Flucht: Chava Karpas. Marion Schneider, Udo Wohlfeld, Eigenverlag Prager Haus Apolda e.V., 2017, ISBN 3-935275-58-7
- Kinder auf der Flucht: Zeev Raphael. Marion Schneider, Udo Wohlfeld, Eigenverlag Prager Haus Apolda e.V., 2017, ISBN 3-935275-57-9
- Kinder auf der Flucht: Erika Sharon. Marion Schneider, Udo Wohlfeld, Eigenverlag Prager Haus Apolda e.V., 2017, ISBN 3-935275-56-0
- Kinder auf der Flucht: Naftali Stern. Marion Schneider, Udo Wohlfeld, Eigenverlag Prager Haus Apolda e.V., 2017, ISBN 3-935275-54-4
- Kinder auf der Flucht: Meir Stern. Marion Schneider, Udo Wohlfeld, Eigenverlag Prager Haus Apolda e.V., 2017, ISBN 3-935275-53-6
- Kinder auf der Flucht: Judith Lew. Marion Schneider, Udo Wohlfeld, Eigenverlag Prager Haus Apolda e.V., 2017, ISBN 3-935275-52-8
- Kinder auf der Flucht: Shimon Weisbecker. Marion Schneider, Udo Wohlfeld, Eigenverlag Prager Haus Apolda e.V., 2017, ISBN 3-935275-51-X
- Interview Marion Schneider in Die Kunst des Liebens im Tun – Warum und wie Unternehmer*innen die Welt verändern, Mike Hosang und Bodo Janssen (Hg.), Berlin/Pommritz 2019, ISBN 978-1-08-961494-4
- Einladung nach Thüringen, (Herausgeberin), Wirtschaftsverlag W.V., Suhl, 2020, ISBN 978-3-936652-33-8.
- Erfolgreich mit Mutmachern & Netzwerkern, (Kocherhans ERFOLG), Herausgeber: basic erfolgsmanagement; November 2021, ISBN 978-3-949217-22-7
- Mit Familiensinn zum Erfolg, (Kocherhans ERFOLG), Herausgeber basic erfolgsmanagement, April 2023, ISBN 978-3-949217-30-2